# Clathrina izuensis
Clathrina izuensis är en svampdjursart som först beskrevs av Tanita 1941.  Clathrina izuensis ingår i släktet Clathrina och familjen Clathrinidae. Inga underarter finns listade i Catalogue of Life.